# 啤酒杯

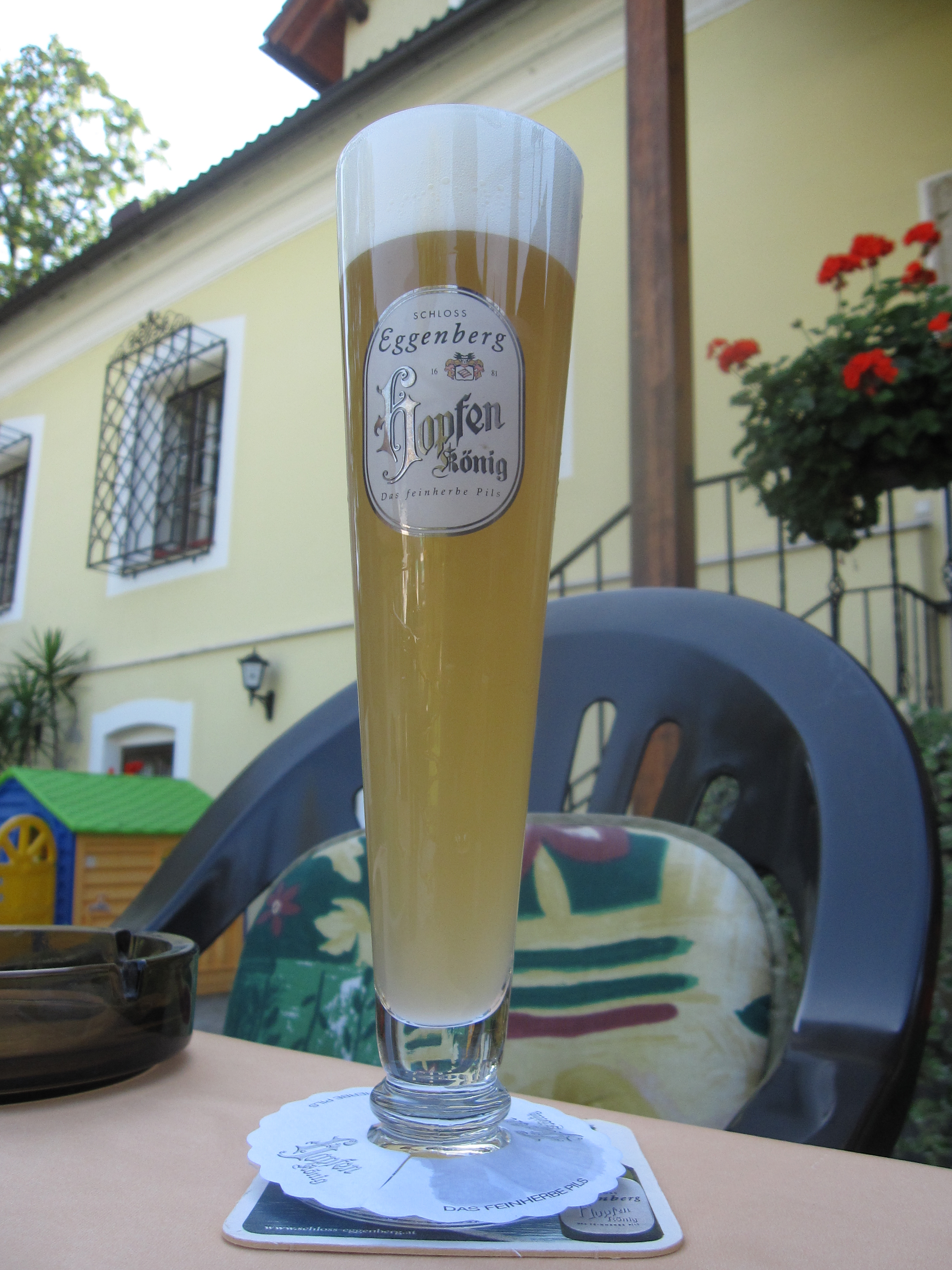
啤酒杯

啤酒杯是指一系列專門用來裝啤酒的玻璃容器。每個國家或地區的啤酒杯的样式可能都各不相同。市面上有带把和无把两种啤酒杯。除了玻璃啤酒杯外，还有其他材料製成的啤酒杯，例如炻器、白镴和木材。